# アロース・コルトン
アロース＝コルトン(Aloxe-Corton)は、フランス東部、ブルゴーニュ＝フランシュ＝コンテ地域圏コート＝ドール県のコミューンである。面積は3km2 足らず、人口も150人に満たない小さな村であるが、非常に優れたワインを産する村として知られ、ブルゴーニュでは珍しい、赤・白両方の特級畑を持つ村である。
村の北東部に赤ワインの特級畑コルトンが、そのうち北西部はさらに白ワインは特級畑コルトン＝シャルルマーニュを名乗ることができる。
なお、グラン・クリュ、コルトンの域内の内、コルトン＝シャルルマーニュの域外ではAOCコルトンの白を生産することができる。

## 由来
アロース＝コルトンの「Al」とは、ケルト語で『高いところ』を意味する。

## ワイン
優れたブルゴーニュワインの生産地として知られている。詳しくは、アロース・コルトンのワインを参照。

## 人口統計
| 1962年 | 1968年 | 1975年 | 1982年 | 1990年 | 1999年 | 2006年 | 2009年 |
| ------ | ------ | ------ | ------ | ------ | ------ | ------ | ------ |
| 201    | 243    | 218    | 198    | 187    | 172    | 188    | 166    |

参照元:Insee,,

## 姉妹都市
- ユルツィヒ、ドイツ